# Karaosmanlı, Kargı
Karaosmanlı là một xã thuộc huyện Kargı, tỉnh Çorum, Thổ Nhĩ Kỳ. Dân số thời điểm năm 2010 là 29 người.